# Anthospermum prostratum
Anthospermum prostratum är en måreväxtart som beskrevs av Otto Wilhelm Sonder. Anthospermum prostratum ingår i släktet Anthospermum och familjen måreväxter. Inga underarter finns listade i Catalogue of Life.